# Marubi

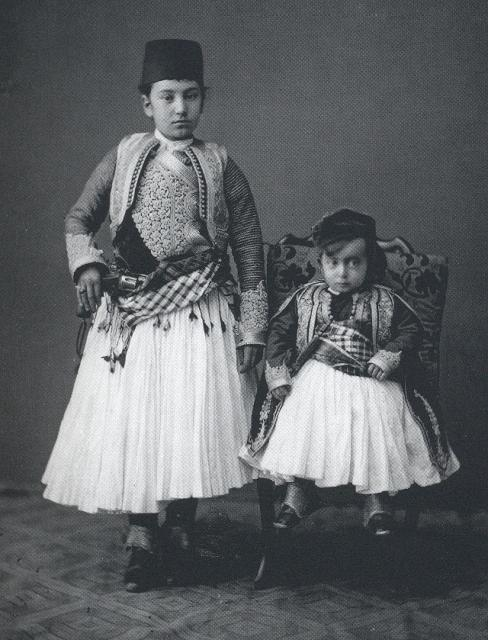
Foto von Pjetër Marubi (1903)

Der Familie Marubi – Eigenschreibweise meist Marubbi – entstammten die bedeutenden albanischen Fotografen Pjetër, Kel und Gegë Marubi. Sie unterhielten im 19. und 20. Jahrhundert über drei Generationen ein Fotostudio in der nordalbanischen Stadt Shkodra, welches überhaupt das erste in Albanien gewesen ist. Mit ihrem Werk leisteten die Marubis einen wesentlichen Beitrag zur Dokumentation der albanischen Lebenswelt ihrer Zeit und des kulturellen Erbes in dem südosteuropäischen Land.
Drei Mitglieder der Familie haben gegen das Ende des 19. und in der ersten Hälfte des 20. Jahrhunderts Landschafts- und Alltagsaufnahmen gemacht, die ein einzigartiges künstlerisches Zeitzeugnis albanischer Geschichte darstellen. Ferner finden sich viele Auftragsbilder, auf denen Albaner in landestypischer Tracht zu sehen sind. Auch viele wichtige politische Ereignisse der Epoche haben die drei Fotografen in Aufnahmen festgehalten.
Gesammelt und ausgestellt ist das Werk in der Fototeka Marubi in Shkodra.

## Die Fotografen

### Pjetër Marubi

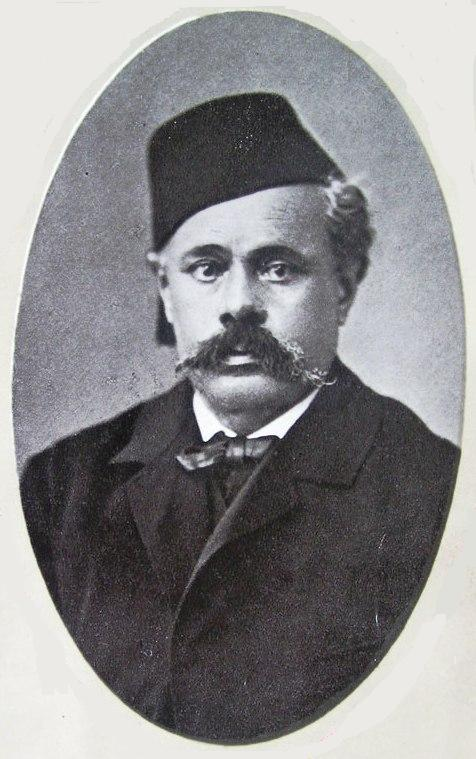
Pjetër Marubi (ca. 1880)

Pjetër Marubi (* 1834 in Piacenza als Pietro Marubbi, Italien; † 1905) musste als Unterstützer von Giuseppe Garibaldi seine von den Österreichern besetzte Heimat aus politischen Gründen verlassen. Nachdem er versucht hatte, den Bürgermeister von Piacenza zu ermorden, flüchtete er nach Korfu, dann nach Vlora. 1856 ließ er sich in Shkodra nieder und betätigte sich unter anderem als Architekt, Maler und Bildhauer. Im Jahr 1858 machte er das erste Foto, das je in Albanien aufgenommen wurde: Ein Porträt von Hamze Kazazi, einem Aufständischen für die albanische Nationalfrage. Er gründete das erste Fotostudio des Landes, das er Dritëshkronja Marubi, die Lichtschrift Marubi, nannte.
Bereits Pjetër hat politische Ereignisse im damaligen Westen des Osmanischen Reichs auf Zelluloid gebannt, so Aufstände in der Mirdita (1876/77) und die Liga von Prizren (1878).
Pjetër Marubi war verheiratet mit Maria, einer Hebamme. Die Ehe blieb kinderlos.

### Kel Marubi
1885 begann der 15-jährige Kel Marubi (* 1870 als Mikel Kodheli im Dorf Kodhel in Zadrima; † 1940) als Gehilfe in Pjetërs Studio zu arbeiten. Er ersetzte seinen Bruder Mat, der diese Stelle bis zu seinem frühen Tod innehatte. Die beiden Söhne von Pjetër Marubis Gärtner Rrok Kodheli absolvierten ein Praktikum in Triest. Das kinderlose Ehepaar Maria und Pjetër Marubi adoptierten Kel später und vererbte ihm sein Fotostudio. Kel Marubi war Patriot und in der Bewegung der albanischen Wiedergeburt aktiv. Er war Mitbegründer der Gesellschaft Die albanische Sprache und Herausgeber der Zeitung Zëri i Shkodrës (Die Stimme von Shkodra).
Kel ist aus künstlerischer Sicht über die Fußstapfen seines Lehrers hinausgetreten. Er hat mit seinen Abbildungen der nordalbanischen Gesellschaft einen wesentlichen Beitrag an die Fotosammlung geliefert. Er fotografierte Persönlichkeiten aus Nordalbanien und die Führer des albanischen Staates, aber auch einfache Bergler und die zum Teil verschleierten städtischen Damen. Kels Aufnahmen des städtischen Alltags zeigen viele Geschäftsleute in ihren Betrieben, aber auch Marktgeschehen und Bettler. Sogar bei seinen Landschaftsaufnahmen scheinen immer Personen im Mittelpunkt zu stehen.
Er dokumentierte jeden historischen Anlass seiner Zeit in Albanien, von der Ankunft des Fürsten Wilhelm zu Wied bis zur Hochzeit des Königs Zog I. 1910 beauftragte ihn Nikola von Montenegro, Fotos von den Feierlichkeiten anlässlich seiner Erhebung zum König zu machen.

### Gegë Marubi
Kel hatte sechs Kinder. Die vier Töchter halfen im Studio mit, den Sohn Rrok unterrichtete er im Retouchieren. Sein Sohn Gegë Marubi (* 1909; † 1984) trat in die Fußstapfen seines Vaters und wurde ebenfalls Fotograf. Er wurde nach Lyon an die Schule der Brüder Lumière geschickt. Für seine Arbeit erhielt er mehrere Preise. Im Gegensatz zu seinen beiden Vorgängern machte er auch viele Fotos von Landschaften ohne Menschen und experimentierte mit Zelluloidfilm, fotografierte aber wiederum wichtige Ereignisse. Nachdem die Kommunisten 1944 nach dem Zweiten Weltkrieg die Macht übernommen hatten, schloss 1946 das Geschäft und beendete Gegë 1952 seine Tätigkeit als Fotograf. In der Folge investierte er viel Zeit in die Archivierung und Konservierung der Sammlung. Entweder 1970, 1974 oder 1978 vermachte er das Fotoarchiv mit 150.000 Negativen (Glasplatten) dem albanischen Staat. Seine einzige Tochter, Tereza, wurde Ingenieur, Fabrikdirektorin und 1990 Bürgermeisterin von Shkodra.

## Das Werk der Marubi

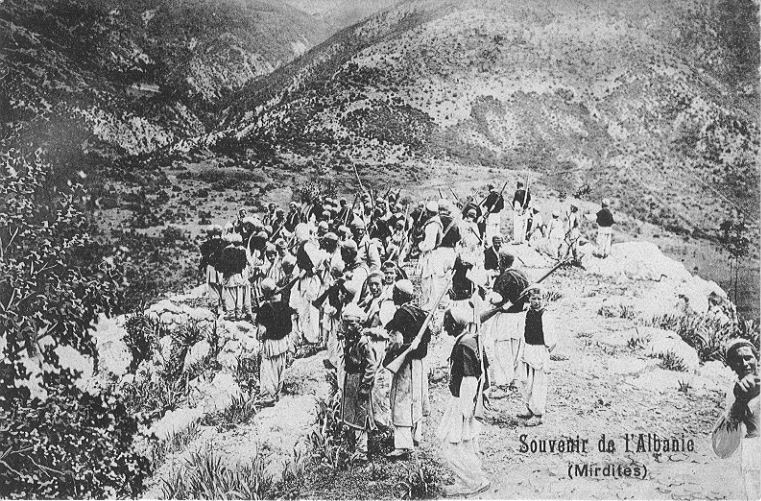
Aufnahme einer Versammlung von Mirditen in den nordalbanischen Bergen während eines Aufstands gegen die Türken

Allein schon die Menge der Fotos ist außerordentlich beeindruckend. Die Bilder zeigen über einen Zeitraum von beinahe 100 Jahren praktisch lückenlos die politischen Ereignisse und den gesellschaftlichen Wandel der Stadt Shkodra und eines großen Umkreises bis Mittelalbanien auf. Dokumentiert sind ereignisreichen Jahre, als Albanien allmählich die Unabhängigkeit von den Türken erlangte und sich ein eigener Staat bildete. Neben politischen Führern und der reichen Oberschicht waren zudem viele einfache Menschen und ihr Alltag Motiv der Marubi-Fotografen.

## Würdigung
„The Marubi Photo Collection (Fototeka Marubi) in Shkodra comprises over 150.000 photos, many of which are of great historical, artistic and cultural significance.“

„Die Fotosammlung von Marubi in Shkodra umfasst über 150.000 Fotos, von denen viele grosse historische, künstlerische und kulturelle Bedeutung haben.“

### Fototeka Marubi
Im Jahr 1970 wurde das Archiv Fototeka Marubi gegründet.
Die französische Organisation Patrimoine Sans Frontières hatte Mitte der 1990er Jahre mit Unterstützung der UNESCO die Sammlung gesichtet. Eine Ausstellung von 100 Bildern wurde in der Folge in einigen französischen und italienischen Städten gezeigt. Nach einer Ausstellung in Tirana wurde diese Ausstellung in ein eigenes Museum in Shkodra überführt. Die Fototeka Marubi kann seit 2001 besichtigt werden.
Wegen seiner künstlerischen, kulturhistorischen und wissenschaftlichen Bedeutung wurde die Fotosammlung 2003 zum nationalen Kulturerbe Albaniens erklärt.
Die Fachhochschule für Technik und Wirtschaft Berlin evaluierte den Erhaltungszustand der Fototeka. Eine elektronische Archivierung ist am Laufen. 2015 ging eine Website mit 100.000 Fotos online. Im gleichen Jahr hatte man mit dem Bau eines neuen Museumgebäudes in Shkodra begonnen, das im Mai 2016 bezogen werden konnte. Die neuen Ausstellungsräume, jetzt als Muzeu Kombëtar i Fotografisë Marubi (Nationales Fotografiemuseum Marubi) bezeichnet, liegen an zentraler Lage in der Fußgängerzone.
Das Nationale Fotografiemuseum Marubi wurde 2025 von der UNESCO zum Weltdokumentenerbe erklärt.

### Akademia e Filmit & Multimedias Marubi
2001 wurde in Tirana eine private Universität mit dem Namen Akademia e Filmit e Multimedias Marubi zugelassen, die eine Ausbildung in Film und audiovisuellen Berufen erlaubt.

### Fotowettbewerbe
Unter dem Namen Marubi wurden von 1998 bis 2005 in Tirana vom albanischen Kulturministerium jährlich internationale Fotografie-Ausstellungen und Wettbewerbe veranstaltet.

## Ausstellungen
- 2011/2012 Maison Européenne de la Photographie[15]